# Olympische Sommerspiele 2024/Radsport – Mannschaftsverfolgung Bahn (Männer)
Die Mannschaftsverfolgung im Bahnradsport der Männer bei den Olympischen Spielen 2024 in Paris wurde vom 5. bis 7. August im Vélodrome National ausgetragen.

## Ablauf
Der Wettbewerb lief in drei Phasen ab: Qualifikation, Erste Runde sowie Finalläufe. Es traten zehn Mannschaften mit je vier Fahrern an, allerdings konnte sich die Besetzung eines Teams von einer Phase zur nächsten ändern. Davon machte Großbritannien Gebrauch, wo sich Daniel Bigham, Charlie Tanfield und Oliver Wood abwechselten. Bei der Siegerehrung wurden ohne Unterschied alle im Verlauf des Wettkampfs eingesetzten Fahrer ausgezeichnet.
- In der Qualifikation fuhr jede Mannschaft einzeln auf Zeit. Die beiden langsamsten Mannschaften schieden aus. Nur die vier schnellsten Mannschaften der Qualifikation fuhren weiter um den Sieg, die anderen konnten maximal noch den dritten Platz erreichen.
- In der Ersten Runde fuhr das sechste Team der Qualifikation gegen das siebte, das fünfte gegen das achte, das zweite gegen das dritte und das erste gegen das vierte.
- Die Gewinner der letzten beiden Rennen der Ersten Runde bestritten das Finale um Platz eins. Die restlichen Teams qualifizierten sich entsprechend der Zeiten in der Ersten Runde für die Finals um den 3., 5. bzw. 7. Platz.

## Rennverlauf
Die Qualifikation für diesen Wettbewerb richtete sich nach einer Nationen-Rangliste, in die die Ergebnisse der Bahnradsport-Weltmeisterschaften 2023, des UCI Track Cycling Nations’ Cups 2023 und 2024 sowie der kontinentalen Meisterschaften 2023 und 2024 eingingen. Aufgrund der begrenzten Teilnehmerzahlen bei den Olympischen Spielen waren die Verbände gezwungen, dieselben Fahrer für mehrere Wettbewerbe aufzustellen. Mehrere, so Japan, Deutschland oder Belgien, entsandten daher nicht ihren besten Bahn-Vierer und füllten ihr Team stattdessen mit Spezialisten für Keirin, Madison oder andere Wettkämpfe. Deutschland und Japan schieden denn auch in der Qualifikation aus.
In der Ersten Runde verbesserte Australien den italienischen Weltrekord von Tokio um fast anderthalb Sekunden, während die Finalisten von 2021, Dänemark und Italien, die in fast unveränderter Formation angetreten waren, diesmal nur den Kampf um Bronze erreichten. Dort siegte Italien, nachdem das dänische Team auf dem letzten Kilometer auseinandergefallen war. Das Finale war lange Zeit ein Kopf-an-Kopf-Streit zwischen Australien und Großbritannien, bis der Brite Ethan Hayter in der letzten Runde aus Erschöpfung vom Sattel aufs Oberrohr abglitt. Er konnte sich aufrecht halten, die verlorene Zeit entschied jedoch den Wettkampf zugunsten Australiens.

## Ergebnisse

### Qualifikation
Die Qualifikation fand am 5. August ab 17:27 Uhr statt. Anmerkungen:
- Q = Mannschaft fuhr in der Ersten Runde um die Teilnahme am Finale
- q = Teilnahme an der Ersten Runde ohne Chance aufs Finale

| Rang | Nation         | Namen                                                                | Zeit         | Anm. |
| ---- | -------------- | -------------------------------------------------------------------- | ------------ | ---- |
| 1    | Australien     | Oliver Bleddyn Conor Leahy Kelland O’Brien Sam Welsford              | 3:42,958 min | Q    |
| 2    | Großbritannien | Daniel Bigham Ethan Hayter Ethan Vernon Oliver Wood                  | 3:43,241 min | Q    |
| 3    | Dänemark       | Carl-Frederik Bévort Tobias Hansen Niklas Larsen Rasmus Pedersen     | 3:43,690 min | Q    |
| 4    | Italien        | Simone Consonni Filippo Ganna Francesco Lamon Jonathan Milan         | 3:44,351 min | Q    |
| 5    | Frankreich     | Thomas Boudat Thomas Denis Valentin Tabellion Benjamin Thomas        | 3:45,514 min | q    |
| 6    | Neuseeland     | Aaron Gate Keegan Hornblow Thomas Sexton Campbell Stewart            | 3:45,616 min | q    |
| 7    | Belgien        | Tuur Dens Lindsay De Vylder Fabio Van den Bossche Noah Vandenbranden | 3:47,232 min | q    |
| 8    | Kanada         | Dylan Bibic Michael Foley Mathias Guillemette Carson Mattern         | 3:48,964 min | q    |
| 9    | Deutschland    | Tobias Buck-Gramcko Roger Kluge Theo Reinhardt Tim Torn Teutenberg   | 3:50,083 min |      |
| 10   | Japan          | Eiya Hashimoto Shunsuke Imamura Kazushige Kuboki Shinji Nakano       | 3:53,489 min |      |

### Erste Runde
Die Erste Runde fand ab 19:14 Uhr am 6. August statt. Anmerkungen:
- Q1/Q3/Q5/Q7 = Qualifikation für das Rennen um den 1./3./5./7. Platz

| Rang | Lauf | Nation         | Namen                                                                | Zeit         | Anm.   |
| ---- | ---- | -------------- | -------------------------------------------------------------------- | ------------ | ------ |
| 1    | 4    | Australien     | Oliver Bleddyn Conor Leahy Kelland O’Brien Sam Welsford              | 3:40,730 min | Q1, WR |
| 2    | 3    | Großbritannien | Ethan Hayter Charlie Tanfield Ethan Vernon Oliver Wood               | 3:42,151 min | Q1     |
| 3    | 3    | Dänemark       | Carl-Frederik Bévort Tobias Hansen Niklas Larsen Rasmus Pedersen     | 3:42,803 min | Q3     |
| 4    | 4    | Italien        | Simone Consonni Filippo Ganna Francesco Lamon Jonathan Milan         | 3:43,205 min | Q3     |
| 5    | 1    | Neuseeland     | Aaron Gate Keegan Hornblow Thomas Sexton Campbell Stewart            | 3:43,776 min | Q5     |
| 6    | 2    | Frankreich     | Thomas Boudat Thomas Denis Valentin Tabellion Benjamin Thomas        | 3:45,531 min | Q5     |
| 7    | 1    | Belgien        | Tuur Dens Lindsay De Vylder Fabio Van den Bossche Noah Vandenbranden | 3:45,685 min | Q7     |
| 8    | 2    | Kanada         | Dylan Bibic Michael Foley Mathias Guillemette Carson Mattern         | 3:49,245 min | Q7     |

### Finalläufe
Die Finalläufe waren am 7. August ab 18:04 Uhr am 7. August.
| Rang              | Nation         | Namen                                                                | Zeit           | Anm.           |
| Rennen um Gold    | Rennen um Gold | Rennen um Gold                                                       | Rennen um Gold | Rennen um Gold |
| ----------------- | -------------- | -------------------------------------------------------------------- | -------------- | -------------- |
| 1                 | Australien     | Oliver Bleddyn Conor Leahy Kelland O’Brien Sam Welsford              | 3:42,067 min   |                |
| 2                 | Großbritannien | Daniel Bigham Ethan Hayter Charlie Tanfield Ethan Vernon             | 3:44,394 min   |                |
| Rennen um Bronze  |                |                                                                      |                |                |
| 3                 | Italien        | Simone Consonni Filippo Ganna Francesco Lamon Jonathan Milan         | 3:44,197 min   |                |
| 4                 | Dänemark       | Carl-Frederik Bévort Tobias Hansen Niklas Larsen Rasmus Pedersen     | 3:46,138 min   |                |
| Rennen um Platz 5 |                |                                                                      |                |                |
| 5                 | Neuseeland     | Aaron Gate Keegan Hornblow Thomas Sexton Campbell Stewart            | 3:44,741 min   |                |
| 6                 | Frankreich     | Thomas Boudat Thomas Denis Valentin Tabellion Benjamin Thomas        | 3:47,697 min   |                |
| Rennen um Platz 7 |                |                                                                      |                |                |
| 7                 | Kanada         | Dylan Bibic Michael Foley Mathias Guillemette Carson Mattern         | 3:54,517 min   |                |
| 8                 | Belgien        | Tuur Dens Lindsay De Vylder Fabio Van den Bossche Noah Vandenbranden | OVL            |                |